# Groovin'
Groovin'  är en låt skriven av Felix Cavaliere och Eddie Brigati och lanserad av deras grupp The Young Rascals 1967. Låten kom att bli gruppens andra Billboard-etta. Den låg etta i USA i fyra veckor, och den blev gruppens största internationella framgång. I juni 1967 hade singeln enligt RIAA sålt guld. Låten namngav också gruppens tredje studioalbum Groovin'. Låten spelades senare in av bland andra Booker T. and the MG's (albumet Hip Hug-Her 1967), Aretha Franklin (albumet Lady Soul 1968), och Marvin Gaye (1969).
Låten går i ett karibisk-inspirerat tempo och i arrangemanget återfinns musikinstrument som congas, munspel, samt inspelad fågelsång. Texten handlar om en lugn, skön och romantisk sommarsöndag.
Låten finns med i Rock and Roll Hall of Fames lista "500 låtar som skapade rock'n'roll".

## Listplaceringar
- Billboard Hot 100, USA: #1[1]
- UK Singles Chart, Storbritannien: #8[2]
- Tyskland: #20[3]
- Nederländerna: #16[4]